# Вагурина, Людмила Михайловна
Людмила Михайловна Вагурина (20 мая 1955, Москва) — поэт, переводчик, составитель, редактор.

## Биография
Людмила Вагурина окончила Московский институт электронного машиностроения (факультет «Прикладной математики»). После окончания института работала программистом, затем занималась научными исследованиями в НИИСиМО АПН СССР (научно-исследовательский институт содержания и методов обучения Академии педагогических наук СССР).
Стихи писала с юношеских лет. С конца 70-х годов начала переводить поэзию и прозу (с английского, французского и немецкого). Училась художественному переводу на семинарах, организованных Союзом писателей, у Вильгельма Левика, Аркадия Штейнберга, Элизбара Ананиашвили и Владимира Микушевича.
В первые «перестроечные» годы вступила в литературный клуб «Московское время», идейным вдохновителем которого был поэт Александр Сопровский, погибший в 1990 году. Клуб, прекративший свою работу в начале 1990-х, был одним из заметных проектов литературной жизни Москвы. По словам Бахыта Кенжеева, это была «компания друзей, разделявших общие художественные принципы понятия поэзии».
Участница литературного клуба «Поэзия» (1986 г.), объединившего очень разных авторов так называемой «новой волны» таких, как Дмитрий Пригов, Игорь Иртеньев, Сергей Гандлевский, Александр Ерёменко, Юрий Арабов…
С 1990 года член Союза литераторов России (секция художественного перевода). В 1991 году выходит её первая книга стихов «О многом и об одном».
В 1992 году Людмила Вагурина вместе с тремя другими поэтами (Анатолием Кудрявицким, Сергеем Нещеретовым и Ирой Новицкой) создают поэтическую группу «мелоимажинисты».
В 1993 году основала своё издательство («Линор»), под маркой которого выпущено в свет более двухсот книг — поэзия, проза, справочная, детская литература.
Лауреат премии «International professional of the year 2005» британского издательства «Международный биографический центр». Биография Людмилы Вагуриной помещена в энциклопедиях «2000 Outstanding Intellectuals of the 21st Century» (2005) и The Cambridge Blue Book (2005/06), выпущенных тем же издательством.

## Другие публикации
- Серия справочников «СТРАНЫ МИРА»: «Канада» (М.,1999), (М.,2001), (М.,2002), «Австралия» (2000), «Америка» (2002), «Образование за рубежом» (2002), автор-составитель. Данная серия книг была опубликована под псевдонимом Л. М. Михайлова[источник не указан 2433 дня].
- Славянская мифология: Словарь-справочник. М., 1998; М., 2003, автор-составитель.

Читать „Славянскую мифологию“, хотя там все „по алфавиту“, можно подряд, как обычную книжку. Читать — и наслаждаться старинной мудростью наших предков, удивительной красотой образов языческой религии, тем, из чего мы созданы. Но и еще есть одна важная сторона дела: для чего нам это все помнить нужно — наши дети. Не будем забывать, что им эта поэзия сказок даже ближе. Они воспринимают все это непосредственно. Мы — через нашу от детства идущую память о таком восприятии сказок (леса, бабы-яги, серого волка…). Чем больше мы, взрослые, сами будем знать о славянских мифологических персонажах, тем интереснее будут наши сказки на ночь, а без них какая может быть педагогика?
- Серии образовательных и развивающих книг для детей дошкольного возраста «Я начинаю учиться», «Я хочу учиться», «Готовимся к школе», «Детская академия», «Умничка», «Нескучайка», «Агуша», автор.
- Серия «НОВАЯ ШКОЛЬНАЯ БИБЛИОТЕКА» (Николай Гумилев. «Я пришел из иной страны»; Марина Цветаева. «Одинокий дух»; Иннокентий Анненский. «Среди миров»; Анна Ахматова. «Царственное слово»; Александр Блок. «Сотри случайные черты»; Валерий Брюсов. «Каменщик»; Велимир Хлебников. «Одинокий лицедей»), автор вступительных статей, составитель.